# Liste von Persönlichkeiten der Stadt Sarajevo
Die folgende Liste enthält in Sarajevo geborene sowie zeitweise dort lebende Persönlichkeiten, chronologisch aufgelistet nach dem Geburtsjahr. Die Liste erhebt keinen Anspruch auf Vollständigkeit.

## In Sarajevo geborene Persönlichkeiten

### Bis 1900
- Simon Georg Sina der Ältere (1753–1822), Kaufmann
- Sima Milutinović (1791–1848), Dichter
- Judah Alkalai (1798–1878), Rabbiner in Semlin und Vorläufer des modernen Zionismus
- Karl Franz Josef Malý (1874–1951), Botaniker und Pteridologe
- Fehim Čurčić (1886–1916), Politiker
- Stanko Karaman (1889–1959), Biologe und Zoologe
- Danica Deutsch (1890–1976), Psychologin und Pädagogin
- Frieda Lagus (1891–1914), Modedesignerin und Architektin
- Miroslav Navratil (1893–1947), Fliegerass
- Ilse Ringler-Kellner (1894–1958), Autorin
- Felix von Dombrowski (1895–1954), Sänger, Schauspieler und Rundfunkmoderator
- Franz Glaubacker (1896–1974), Porträtmaler
- Ottmar von Fuehrer (1896–1967), US-amerikanischer Maler und Illustrator
- Mica Todorović (1900–1981), Malerin

### 1901 bis 1950
- Ernst Navratil (1902–1979), Gynäkologe
- Hans Fronius (1903–1988), Maler
- Mira Debelak Deržaj (1904–1948), Bergsteigerin und Publizistin
- Vladimir Prelog (1906–1998), Chemiker
- Erih Koš (1913–2010), Schriftsteller und Übersetzer
- Zlata Bartl (1920–2008), Chemikerin
- Mladen Gutesha (1923–2015), Komponist
- David Elazar (1925–1976), Generalstabschef der israelischen Streitkräfte
- Sulejman Kapić (1925–1998), Filmproduzent
- Slavko Goldstein (1928–2017), Autor und Politiker
- Tinka Kurti (* 1932), Schauspielerin
- Ljubomir Berberović (1933–2019), Genetiker
- Asim Ferhatović (1933–1987), Fußballspieler
- Osman Muftić (1934–2010), Politiker und Diplomat
- Sabahudin Kurt (1935–2018), Sänger
- Branka Raunig (1935–2008), Archäologin, Prähistorikerin und Museumsdirektorin
- Semka Sokolović-Bertok (1935–2008), Schauspielerin
- Bekim Fehmiu (1936–2010), Schauspieler
- Mirjana Wittmann (* 1938), Übersetzerin
- Ljubiša Beara (1939–2017), Militärchef
- Slobodan Ćurčić (1940–2017), Kunsthistoriker und Byzantinist
- Frieder Naschold (1940–1999), Sozialforscher und Politikwissenschaftler
- Ivica Osim (1941–2022), Fußballspieler und -trainer
- Othmar Haberl (1943–2019), Politikwissenschaftler
- Džemaludin Mušović (* 1944), Fußballspieler
- Aleksandar Ristić (* 1944), Fußballspieler und -trainer
- Abdulah Sidran (1944–2024), Schriftsteller
- Momčilo Krajišnik (1945–2020), Politiker
- Beriz Belkić (1946–2023), Politiker
- Davor Popović (1946–2001), Sänger
- Sven Alkalaj (* 1948), Politiker
- Braco Dimitrijević (* 1948), Künstler, Grafiker und Kunsttheoretiker
- Sead Mahmutefendić (* 1949), Dichter, Romancier, Erzähler, Essayist, Publizist und Literaturkritiker
- Hajrudin Saračević (1949–2022), Fußballspieler
- Goran Bregović (* 1950), Musiker und Komponist
- Dragan Klaić (1950–2011), jugoslawisch-niederländischer Kulturpolitiker, Theaterwissenschaftler und Theaterkritiker
- Edhem Šljivo (* 1950), Fußballspieler
- Jadranka Stojaković (1950–2016), Singer-Songwriterin

### 1951 bis 1975
- Zdravko Čolić (* 1951), Sänger und Produzent
- Tarik Hodžić (* 1951), Fußballspieler
- Josip Čilić (* 1953), Fußballspieler
- Emir Kusturica (* 1954), Filmregisseur
- Mustafa Mujezinović (1954–2019), Wirtschaftsmanager, Diplomat und Politiker
- Vojislav Šešelj (* 1954), Politiker
- Mladen Ančić (* 1955), Historiker
- Semiha Borovac (* 1955), Politikerin
- Zlatko Lagumdžija (* 1955), Politiker
- Zlatko Maršalek (* 1955), Fußballspieler
- Nenad Starovlah (* 1955), Fußballspieler und -trainer
- Edin Bahtić (* 1956), Fußballspieler
- Bakir Izetbegović (* 1956), Politiker
- Zoran Lukić (* 1956), Fußballspieler und -trainer
- Aleksandar Obradović (* 1956), Schriftsteller und Maler
- Vinko Radovanović (1956–2021), Arzt, Politiker, Diplomat und serbischer Botschafter in Montenegro
- Zrinka Šimić-Kanaet (* 1956), kroatische Archäologin
- Faruk Hadžibegić (* 1957), Fußballspieler und -trainer
- Boris Nemšić (* 1957), Manager
- Dragan Đokanović (* 1958), Politiker
- Boris Tadić (* 1958), Politiker und serbischer Präsident
- Zlatko Vujović (* 1958), Fußballspieler
- Samir Ćeremida (* um 1961), Musiker, Bassist und Songwriter
- Hajrudin Varešanović (* 1961), Sänger
- Mirsad Baljić (* 1962), Fußballspieler
- Branko Crvenkovski (* 1962), Politiker und Präsident Mazedoniens
- Danica Dakić (* 1962), Künstlerin
- Dino Merlin (* 1962), Sänger und Produzent
- Vlatko Kucan (* 1963), Jazz-Saxophonist und -Klarinettist
- Vladimir Petković (* 1963), Fußballspieler und -trainer
- Aleksandar Hemon (* 1964), Schriftsteller
- Željko Komšić (* 1964), Politiker
- Nebojša Novaković (* 1964), Fußballspieler
- Adnan Fočić (* 1966), Fußballspieler
- Miljenko Jergović (* 1966), Schriftsteller, Dichter und Essayist
- Maja Bajević (* 1967), Video- und Installationskünstlerin
- Boris Novković (* 1967), Sänger und Komponist
- Amar Osim (* 1967), Fußballspieler und -trainer
- Zdenko Miletić (* 1968), Fußballtorhüter und -trainer
- Rade Bogdanović (* 1970), Fußballspieler
- Predrag Danilović (* 1970), Basketballspieler
- Igor Akmadžić (* 1972), Fußballspieler
- Sead Kapetanović (* 1972), Fußballspieler
- Mario Stanić (* 1972), Fußballspieler
- Sanela Diana Jenkins (* 1973), Unternehmerin
- Tinka Milinović (* 1973), Sängerin und Moderatorin
- Elvir Baljić (* 1974), Fußballspieler
- Elmedin Konaković (* 1974), Politiker und Basketballspieler
- Ivana Miličević (* 1974), Schauspielerin
- Jasmila Žbanić (* 1974), Regisseurin
- Bekim Babić (* 1975), Skilangläufer
- Adnan Gušo (* 1975), Fußballtorhüter

### Ab 1976
- Enis Bećirbegović (* 1976), Skirennläufer
- Almedin Hota (* 1976), Fußballspieler
- Mirna Paunović (* 1976), Basketballspielerin
- Marko Pešić (* 1976), Basketballspieler
- Dennis Gratz (* 1978), Politiker, Jurist, Schriftsteller und Filmemacher
- Tomislav Miličević (* 1979), Gitarrist
- Anel Džaka (* 1980), Fußballspieler
- Emir Kurtagic (* 1980), deutscher Handballspieler und -trainer bosnischer Herkunft
- Dubravko Mandic (* 1980), deutscher Politiker (AfD)
- Vladimir Mandić (* 1980), Handballspieler und Politiker
- Lina Muzur (* 1980), Journalistin, Autorin und Verlagsleiterin
- Tahir Bisić (* 1981), Skirennläufer
- Mascha Dabić (* 1981), Autorin, Übersetzerin und Dolmetscherin
- Jelena Lolović (* 1981), Skirennläuferin
- Tijan Sila (* 1981), deutscher Schriftsteller
- Alen Škoro (* 1981), Fußballspieler
- Jasmina Hostert (* 1982), Bundestagsabgeordnete
- Nela Kuburović-Kisić (* 1982), Politikerin (SNS)
- Džana Pinjo (* 1982), Schauspielerin
- Miro Ćosić (* 1983), Biathlet
- Srđan Ivanović (* 1983), Fusion- und Jazzmusiker
- Zana Marjanović (* 1983), Schauspielerin
- Amir Spahić (* 1983), Fußballspieler
- Alen Milak (* 1984), Fußballspieler
- Veldin Muharemović (* 1984), bosnisch-herzegowinischer Fußballspieler
- Mirnel Sadović (* 1984), Fußballspieler
- Jasmin Klapija (* 1985), schwedischer Fußballspieler
- Haris Medunjanin (* 1985), Fußballspieler
- Davor Palo (* 1985), Schachspieler
- Nermin Alić (* 1986), Eishockeyspieler
- Edin Džeko (* 1986), Fußballspieler
- Boris Rothbart (* 1986), Basketballspieler
- Aleksandra Vasiljević (* 1986), Biathletin
- Aldin Šetkić (* 1987), Tennisspieler
- Semir Štilić (* 1987), Fußballspieler
- Emra Tahirović (* 1987), Fußballspieler
- Darko Bodul (* 1989), Fußballspieler
- Maja Jurić (* 1989), kroatische Schauspielerin
- Nemanja Košarac (* 1989), Biathlet
- Mirna Bogdanović (* 1990), Jazzmusikerin
- Melina Borčak (* 1990), bosnisch-deutsche Journalistin, Autorin und Filmemacherin
- Haris Handžić (* 1990), Fußballspieler
- Benjamin Pintol (* 1990), Fußballspieler
- Robert Raguž (* 1990), kroatischer Tennisspieler
- Marko Rudić (* 1990), Skirennläufer
- Toni Tipurić (* 1990), österreichischer Fußballspieler
- Faruk Vražalić (* 1990), Handballspieler
- Dario Vujičević (* 1990), Fußballspieler
- Mirza Bašić (* 1991), Tennisspieler
- Tanja Karišik (* 1991), Biathletin und Skilangläuferin
- Luna Mijović (* 1991), Schauspielerin
- Đorđe Petrović (* 1991), Biathlet
- Eli Babalj (* 1992), Fußballspieler
- Damir Džumhur (* 1992), Tennisspieler
- Nerman Fatić (* 1994), Tennisspieler
- Cunami Flo (* 1994), Rapper
- Nemanja Kovač (* 1996), E-Sportler
- Dea Herdželaš (* 1996), Tennisspielerin
- Emir Lokmić (* 1997), Skirennläufer
- Zerina Piskić (* 1997), Fußballspielerin
- Merjema Medić (* 1999), Fußballspielerin
- Halid Šabanović (* 1999), Fußballspieler
- Faris Zubanović (* 2000), Fußballspieler
- Esma Alić (* 2002), Skirennläuferin
- Arian Milicija (* 2005), Stabhochspringer
- Nidal Čelik (* 2006), Fußballspieler

## Bekannte Einwohner von Sarajevo
- Adil Zulfikarpašić (1921–2008), Politiker, Philanthrop und Geschäftsmann, lebte in Sarajevo
- Raif Dizdarević (* 1926), Politiker, lebt in Sarajevo
- Safet Isović (1936–2007), Sevdah-Sänger, lebte und arbeitete in Sarajevo
- Jovan Nikolaidis (* 1950), Schriftsteller, Verleger und Kulturaktivist, lebte von 1974 bis 1990 in Sarajevo
- Mustafa Cerić (* 1952), ehemaliger Reisu-l-ulema (Großmufti) von Bosnien-Herzegowina.
- Mile Stojić (* 1955), Dichter und Essayist, lebte bis 1992 in Sarajevo
- Edvin Kanka Ćudić (* 1988), Menschenrechtsaktivist, lebt in Sarajevo
- Vedran Smajlović (* 1956), „Cellist von Sarajevo“
- Elvir Laković Laka (* 1969), Sänger, lebt in Sarajevo
- Nihad Hasanović (* 1974), Schriftsteller und Übersetzer, lebt und arbeitet in Sarajevo